# Nicole Wiggins
Nicole Wiggins Sancho (Madrid, 9 de agosto del 2000) es una jugadora de balonmano española que juega de portera en el OGC Nice Handball de la Ligue Butagaz Énergie. Es internacional con la selección femenina de balonmano de España.

## Trayectoria
Criada en la cantera del Club Balonmano Base Villaverde se unió al KH-7 Balonmano Granollers en la temporada 2019-20. Con el equipo catalán jugó cuatro temporadas y sus actuaciones bajo palos le abrieron las puertas del Campeonato Europeo de Balonmano Femenino de 2022, a la que llegó de urgencia después de las lesiones de Silvia Navarro y Mercedes Castellanos.
Fue, además, participante esa misma temporada de la selección que se alzó con el oro en los Juegos del Mediterráneo de Orán 2022.
Tras una gran temporada en el equipo francés del OGC Nice, dónde llegó desde el Granollers en la temporada 2023–24, se coló como tercer portera para preparar la cita olímpica y, por sorpresa, fue una de las porteras titulares llamadas por Ambros Martín para participar en los Juegos Olímpicos con Merche Castellanos dejando a Daryl Zoqbi como suplente.
En marzo de 2025 se anunció su fichaje por el Super Amara bera bera español al menos por una temporada.

## Clubes
| Club                           | País    | Año         |
| ------------------------------ | ------- | ----------- |
| Club Balonmano Base Villaverde | España  | 2016 - 2019 |
| Club Balonmano Granollers      | España  | 2019 - 2023 |
| OGC Nice                       | Francia | 2023 –      |